# Alaudagasse metróállomás
Alaudagasse egy metróállomás Bécsben a bécsi metró U1-es vonalán.

## Szomszédos állomások
A vasútállomáshoz az alábbi állomások vannak a legközelebb:
- Neulaa
- Altes Landgut

## Átszállási kapcsolatok
| U1 (Oberlaa ↔ Leopoldau) |                         |                         |
| Állomás                  | Átszállási kapcsolatok  | Fontosabb létesítmények |
| Alaudagasse              | 16A, 17A, 19A, 67A, 67B |                         |